# Fest-noz

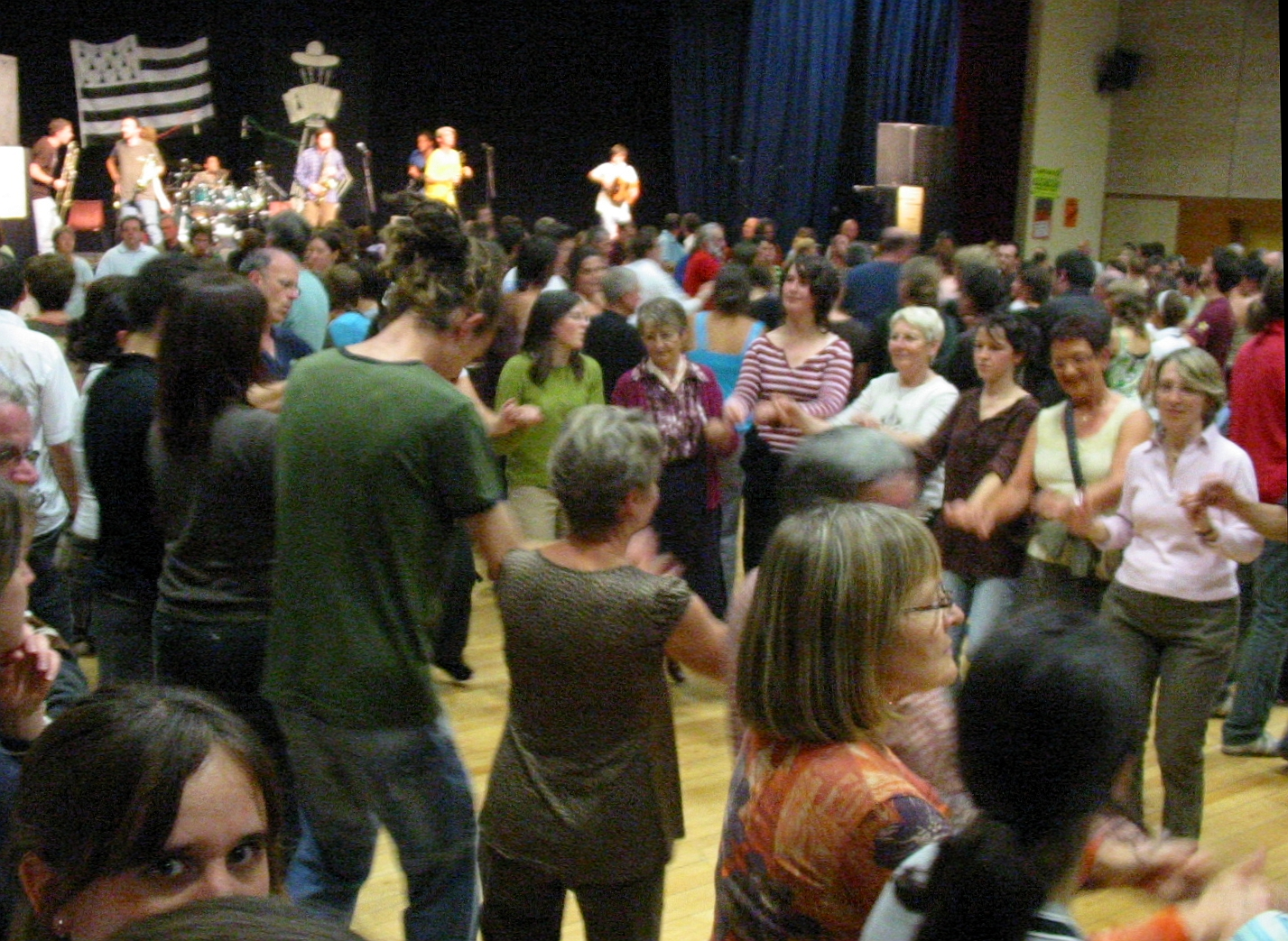
Danze durante un fest-noz

Il fest-noz (lett. "festa della notte"; plurale: festoù-noz) è un'antica tradizione della regione francese della Bretagna, consistente in festeggiamenti serali caratterizzati da musica, canti, balli e libagioni, organizzati da ogni singolo comune, generalmente dopo una manifestazione religiosa (come un pardon o una troménie).

## Descrizione dell'usanza
I festeggiamenti del fest-noz sono accompagnati dal suono di strumenti tipicamente bretoni quali il biniou, la cornamusa bretone, e la bombarda e dal ritornello La lala lalè No!.
Le danze tipiche della festa, che variano da zona a zona, del fest-noz sono la gavotta (tipica della Haute-Cornouaille e della zona di Pontivy), la danza chiamata  an-dro  (lett. "il cerchio"), la carola, la fisel, l'hanter-dro, la  kost er c'hoad, la  Laridé, e il plinn (queste ultime due caratteristiche della zona di Vannes).

Durante molte di queste danze, i partecipanti formano delle catene, in genere tenendosi il mignolo l'un l'altro.

## Sviluppi moderni della tradizione
Dal fest-noz tradizionale ha avuto origine in epoca recente anche un cyber fest-noz, che si svolge in ottobre e che vede la partecipazione, ogni anno, di ca. 100.000 persone e che viene diffuso via internet in 80 diversi Paesi del mondo.